# Vallegrande
Vallegrande (span. für „großes Tal“) ist eine Kleinstadt im Departamento Santa Cruz im südamerikanischen Anden-Staat Bolivien.

## Lage im Nahraum
Vallegrande ist Verwaltungssitz der gleichnamigen Provinz Vallegrande und zentraler Ort im Municipio Vallegrande und liegt auf einer Höhe von 2041 m am Oberlauf des Río La Cienega.

## Geographie
Vallegrande liegt in einem Tal der Cordillera Oriental am Rand der östliche Anden. Es hat durch seine geschützte Lage in einem weitläufigen Tal ein mildes Klima. Der wirtschaftliche Schwerpunkt liegt in der Landwirtschaft (Obst, Mais, Baumwolle, Reis und Tabak) und der Viehwirtschaft. Vallegrande ist ein regional bedeutsamer Marktort.
Die Jahresdurchschnittstemperatur der Region liegt bei 18 °C (siehe Klimadiagramm Vallegrande) und schwankt nur unwesentlich zwischen 15 °C im Juli und 20 °C von November bis Januar. Der Jahresniederschlag beträgt knapp 700 mm, mit einer deutlichen Trockenzeit von Mai bis September mit Monatsniederschlägen unter 25 mm, und einer Feuchtezeit von Dezember bis Februar mit mehr als 100 mm Monatsniederschlag.

## Geschichte
Vallegrande wurde von den Spaniern 1612 als Ciudad de Jesús y Montes Claros de los Caballeros del Vallegrande gegründet. Sie entwickelte sich im 18. und 19. Jahrhundert zum städtischen und kulturellen Zentrum der Region und hatte um 1900 ca. 25.000 Einwohner. Im 20. Jahrhundert verlor Vallegrande mit dem Aufstieg von Santa Cruz de la Sierra an Bedeutung.
1967 wurde im nahegelegenen La Higuera der Revolutionär Che Guevara gefangen genommen und erschossen. Die Leiche wurde nach Vallegrande gebracht und vor Journalisten und Fotografen ausgestellt. Es entstanden mehrere Fotografien unter anderem die bekannte Aufnahme von Freddy Alborta. Anschließend begrub man Guevara heimlich auf dem Flugplatz. Nachdem einer der damals Beteiligten sein Schweigen brach, wurden die Überreste von Che Guevara 1997 gefunden, exhumiert und nach Kuba überführt. Seine Weggefährtin Haydée Tamara Bunke Bíder (* 1937; † 1967) erhielt in Vallegrande in Anwesenheit des Staatspräsidenten René Barrientos Ortuño ein ehrenhaftes Begräbnis.

## Verkehrsnetz
Vallegrande liegt 240 km südwestlich von Santa Cruz, der Hauptstadt des gleichnamigen Departamentos. Von Santa Cruz führt die asphaltierte Nationalstraße Ruta 7 in westlicher Richtung nach Cochabamba und erreicht nach 187 km über Samaipata und La Angostura die Kleinstadt Mataral. Von dort zweigt die Ruta 22 in südlicher Richtung ab und erreicht nach 53 km Vallegrande.
Die Stadt ist außerdem über den Flugplatz Vallegrande an das regionale Flugnetz angeschlossen.

## Bevölkerung
Die Einwohnerzahl der Ortschaft ist in den vergangenen beiden Jahrzehnten um etwa die Hälfte angestiegen:
| Jahr | Einwohner | Quelle       |
| ---- | --------- | ------------ |
| 1992 | 6 341     | Volkszählung |
| 2001 | 7801      | Volkszählung |
| 2012 | 10 158    | Volkszählung |
| 2024 |           | Volkszählung |

## Söhne und Töchter der Stadt
- Julio Terrazas Sandoval (1936–2015), Erzbischof von Santa Cruz de la Sierra und Kardinal der römisch-katholischen Kirche
- Edson Hurtado (* 1980), Schriftsteller, Poet, Journalist und LGBTI-Aktivist